# Gian Carlo Venturini
Pour les articles homonymes, voir Venturini.
Gian Carlo Venturini, né le 25 février 1962 à Saint-Marin, est un homme d'État saint-marinais, membre du Parti démocrate-chrétien.
Il est capitaine-régent à deux reprises, avec Maurizio Rattini du 1er octobre 1996 au 1er avril 1997, et avec Marco Nicolini du 1er avril au 1er octobre 2021.

## Biographie
Membre du Parti démocrate-chrétien depuis 1986, il occupe le poste de secrétaire adjoint de 1997 à avril 2002, puis de mars 2007 à décembre 2008.
De 1989 à 1991, il occupe le poste de « capitaine » (équivalent du maire) de Borgo Maggiore et en 1993, il est élu député au Grand Conseil général, la chambre législative du pays ; il est réélu au cours des différentes élections générales entre 1998 et 2012.
Il est capitaine-régent de la République de Saint-Marin du 1er octobre 1996 au 1er avril 1997. Il est membre du Congrès d'État en 2002 en tant que secrétaire d'État à la Santé et à la Sécurité sociale, puis à partir de décembre 2002, comme secrétaire d'État au travail et à la coopération, puis de décembre 2003 à juin 2006, secrétaire d'État au Territoire et à l'environnement, à l'agriculture et relations avec l'AASP. Ce poste lui est confié à nouveau en décembre 2008.
À partir de juillet 2012, il se voit confier par intérim la délégation de justice et de relations avec la Giunte di Castello de la ville de Saint-Marin. Le 5 décembre 2012, il est nommé secrétaire d'État aux affaires intérieures, à l'administration publique, à la justice et aux relations avec les conseils de Castello.
Le 19 mars 2021, il est élu capitaine-régent avec Marco Nicolini. Ils entrent en fonction le 1er avril suivant pour un semestre.

## Décorations
- Chevalier grand-croix au grand cordon de l'ordre du Mérite de la République italienne‎ (2021)[2]